# Lamine Traoré
Pour les articles homonymes, voir Traoré.
Lamine Traoré, né le 10 juin 1982, est un footballeur burkinabé. Défenseur central de formation, il a évolué au Royal Sporting Club d'Anderlecht et en Turquie à Gençlerbirliği. 